# Le Village des damnés (film, 1960)
Cet article concerne le film de Wolf Rilla. Pour le film de John Carpenter, voir Le Village des damnés.
Pour les articles homonymes, voir Le Village des damnés.
Pour plus de détails, voir Fiche technique et Distribution.
Le Village des damnés (Village of the Damned) est un film de science-fiction horrifique britannique réalisé par Wolf Rilla et sorti en 1960. Il s'agit de l'adaptation du roman homonyme de John Wyndham paru en 1957 et connait une suite en 1964 avec Les Enfants des damnés.

## Synopsis
Le village de Midwich en Angleterre est le théâtre d'un phénomène mystérieux : habitants et animaux tombent soudain inconscients, comme tous les militaires qui cherchent à y pénétrer bien qu'équipés de masques à gaz. Lorsque la population se réveille trois heures plus tard, aucune enquête des autorités ne trouve d'explication au phénomène. Mais quelques mois plus tard, les femmes du village en âge d'enfanter se retrouvent inexplicablement enceintes.
À leur naissance les enfants, qui se révèlent physiquement et intellectuellement très avancés pour leur âge, préfèrent rester ensemble que de se mêler aux autres enfants et semblant dotés de télépathie. Se sentant menacés, ils ne vont pas hésiter à être hostiles à l'encontre de la population. Les autorités britanniques apprennent que des événements identiques se sont produits dans différents endroits du monde, mais où — hormis en URSS — tous les enfants sont morts prématurément ou ont été tués.

## Fiche technique
Sauf indication contraire, les informations mentionnées dans cette section peuvent être confirmées par la base de données cinématographiques IMDb,  présente dans la section « Liens externes ».
- Titre original : Village of the Damned
- Titre français : Le Village des damnés
- Réalisation : Wolf Rilla
- Scénario : Ronald Kinnoch (sous le pseudonyme de George Barclay), Wolf Rilla et Stirling Silliphant, d'après le roman Le Village des damnés (The Midwich Cuckoos) de John Wyndham
- Musique : Ron Goodwin
- Direction artistique : Ivan King
- Photographie : Geoffrey Faithfull
- Montage : Gordon Hales
- Production : Ronald Kinnoch
- Société de production : Metro-Goldwyn-Mayer
- Société de distribution : Metro-Goldwyn-Mayer
- Pays de production :  Royaume-Uni
- Langue originale : anglais
- Format : Noir et blanc - 35 mm - 1,85:1 - mono
- Genre : science-fiction horrifique
- Durée : 77 minutes
- Dates de sortie :
  - Royaume-Uni : 16 juin 1960 (avant-première à Londres) ; 14 novembre 1960 (sortie nationale)
  - France : 8 février 1961
  - Belgique : 9 juin 1961
- Interdit aux moins de 12 ans
- Affiche : Roger Soubie (France)

## Distribution
- George Sanders (VF : Jacques Dacqmine) : Gordon Zellaby (Georges Bellamy en VF)
- Barbara Shelley (VF : Nadine Alari) : Anthea Zellaby (Andrea Bellamy en VF)
- Martin Stephens (VF : Dominique Maurin) : David Zellaby (David Bellamy en VF)
- Michael Gwynn (VF : Bernard Noël) : Alan Bernard
- Laurence Naismith (VF : Louis Arbessier) : le docteur Willers
- Richard Warner (VF : Jean Berton) : Harrington
- Jenny Laird (VF : Hélène Tossy) : Mrs. Harrington
- Sarah Long : Evelyn Harrington
- Thomas Heathcote (VF : Alain Nobis) : James Pawle
- Charlotte Mitchell : Janet Pawle
- Pamela Buck (VF : Arlette Thomas) : Milly Hughes
- Rosamund Greenwood : Miss Ogle
- Susan Richards (VF : Henriette Marion) : Mrs. Plumpton
- Bernard Archard (VF : Jacques Plée) : le vicaire
- Peter Vaughan (VF : Jean Clarieux) : P.C. Gobby
- John Phillips (VF : Michel Gudin) : le général Leighton

## Production

### Scénario
Le film est inspiré du roman Les Coucous de Midwich de John Wyndham, publié en 1957 et rebaptisé Le Village des damnés après la sortie du film.

### Tournage
Le film a été mis en préproduction aux États-Unis dès 1957 et l'acteur Ronald Colman (1891-1958) fut contacté pour tenir le rôle principal. Le projet s'est heurté à l'opposition de groupes religieux qui n'admettaient pas qu'on montre au cinéma des enfants nés sans père et d'une mère vierge. La production fut transférée en Angleterre trois ans plus tard. Coïncidence : le premier rôle échut à George Sanders qui avait épousé Benita Hume, la veuve de Ronald Colman.
Le tournage a eu lieu dans le village de Letchmore Heath, près de Watford, à 20 kilomètres au nord de Londres.

## Autour du film
- Le réalisateur américain John Carpenter en a tourné un remake en 1995 : Le Village des damnés.
- Le film a fait l'objet d'une suite, sortie en 1964 : Les Enfants des damnés ou Ces êtres venus d'ailleurs (Children of the Damned), réalisée par Anton Leader, donnant subrepticement l'origine de ces enfants[2].
- Dans la Saison 3 de Teen Wolf, épisode 15, William Barrow évoque ce film pour parler des enfants qui ont les yeux qui brillent.
- Dans sa mise en scène de l'opéra Macbeth, Martin Kušej imagine les sorcières sous les traits des enfants blonds du Village des Damnés[3].